# لويشام الغربية (دائرة انتخابية في المملكة المتحدة)
لويشام الغربية (بالإنجليزية: Lewisham West)‏ هي إحدى الدوائر الانتخابية في المملكة المتحدة الممثلة في مجلس العموم في برلمان المملكة المتحدة.
عضو البرلمان الذي يمثلها حالياً هو :Jim Dowd (Lab).